# Confessions of a Teenage Drama Queen
Confessions of a Teenage Drama Queen (Confesiones de una Típica Adolescente en Hispanoamérica y Quiero ser Superfamosa en España) es una película de comedia adolescente estadounidense de 2004 protagonizada por Lindsay Lohan y dirigida por Sara Sugarman, basada en la novela de Dyan Sheldon.

## Trama
Lola (Lindsay Lohan) es una chica de Nueva York con aspiraciones de actriz, una auténtica reina del drama, fanática de la banda Sidarthur quien está compuesta por su amor platónico Stu Wolf (Adam García), bohemia y talentosa, a quien se le viene el mundo abajo cuando su madre le dice que deben mudarse a Nueva Jersey. Llegando allí acepta que no es tan malo y pronto conoce a Ella (Alison Pill), quien también es fan de Sidarthur, y Sam (Eli Marienthal) por quien muestra un interés más especial. Pero también conoce a las "populares" de su Secundaria: Carla Santini (Megan Fox), hija de un millonario abogado representante de Sidarthur, y su amiga Marcia (Ashley Leggat), quienes le ofrecen unirse a su super exclusivo grupo pero Lola lo rechaza al ver que trataban mal a su amiga Ella, esto genera odio entre las chicas.

## Reparto
- Lindsay Lohan como Mary Elizabeth "Lola" Steppe.
- David Collins como Edward Steppe.
- Megan Fox como Carla Santini.
- Adam García como Stuart "Stu" Wolf.
- Alison Pill como Ella Gerard.
- Glenne Headly como Karen Steppe.
- Eli Marienthal como Sam.
- Carol Kane  como Maestra Baggoli.
- Ashley Leggat como Marcia Street.
- Barbara Mamabolo como Robin.
- Adam MacDonald como Steve.
- Kyle Kassardjian como Andy.
- Sheila McCarthy como Sra. Gerard
- Tom McCamus como Calum Steppe.
- Pedro Miguel Arce como Encargado de las entradas.

## Estreno
- Canadá: 20 de febrero de 2004
- Estados Unidos: 20 de febrero de 2004
- Islandia: 30 de abril de 2004
- Filipinas: 5 de mayo de 2004
- Reino Unido: 7 de mayo de 2004
- Singapur: 27 de mayo de 2004
- Brasil: 11 de junio de 2004
- Australia: 24 de junio de 2004
- Italia: 9 de julio de 2004
- Noruega: 9 de julio de 2004
- Países Bajos: 5 de agosto de 2004
- Alemania: 12 de agosto de 2004
- Austria: 13 de agosto de 2004
- México: 20 de agosto de 2004
- Baréin: 25 de agosto de 2004
- Suecia: 27 de agosto de 2004
- Emiratos Árabes Unidos: 8 de septiembre de 2004
- Hungría: 12 de octubre de 2004 (DVD premiere)
- Bulgaria: 29 de diciembre de 2004 (video premiere)
- Argentina: 12 de enero de 2005 (video premiere)
- Finlandia: 2 de marzo de 2005 (DVD premiere)
- Japón: 18 de mayo de 2005 (video premiere)

## Banda sonora
| Confession of a Teenage Drama Queen |                                                                     |          |  |
| N.º                                 | Título                                                              | Duración |  |
| 1.                                  | «Drama Queen (That Girl)» (EE. UU. Remix)                           |          |  |
| 2.                                  | «Ready»                                                             |          |  |
| 3.                                  | «Ladies Night»                                                      |          |  |
| 4.                                  | «Perfect (acoustic version)»                                        |          |  |
| 5.                                  | «Tomorrow»                                                          |          |  |
| 6.                                  | «What Are You Waiting For»                                          |          |  |
| 7.                                  | «Na Na»                                                             |          |  |
| 8.                                  | «1, 2, 3»                                                           |          |  |
| 9.                                  | «Medley: Don't Move On/Living for the City/Changes (Linsday Lohan)» |          |  |
| 10.                                 | «Boom»                                                              |          |  |
| 11.                                 | «A Day In The Life»                                                 |          |  |
| 12.                                 | «The Real Me»                                                       |          |  |
| 13.                                 | «Un-Sweet Sixteen»                                                  |          |  |
| 14.                                 | «Only In The Movies»                                                |          |  |
| 45:37                               |                                                                     |          |  |